# Halowe Mistrzostwa Europy w Lekkoatletyce 1989 – skok wzwyż kobiet
Skok wzwyż kobiet – jedna z konkurencji technicznych rozgrywanych podczas halowych lekkoatletycznych mistrzostw Europy w  hali Houtrust w Hadze. Rozegrano od razu finał 18 lutego 1989. Zwyciężyła reprezentantka Rumunii Galina Astafei. Tytułu zdobytego na poprzednich mistrzostwach nie broniła Stefka Kostadinowa z Bułgarii.

## Rezultaty

### Finał
Opracowano na podstawie materiału źródłowego.
| Miejsce | Zawodniczka            | Wynik | Uwagi |
| ------- | ---------------------- | ----- | ----- |
| 1       | Galina Astafei         | 1,96  |       |
| 2       | Hanne Haugland         | 1,96  |       |
| 3       | Maryse Éwanjé-Épée     | 1,91  |       |
| 4       | Biljana Petrović       | 1,88  |       |
| 5       | Niki Bakojani          | 1,84  |       |
| 5       | Dimitrinka Borisławowa | 1,84  |       |
| 7       | Sabine Bramhoff        | 1,84  |       |
| 8       | Barbara Fiammengo      | 1,84  |       |
| 9       | Sabine De Wachter      | 1,80  |       |
| 10      | Natalja Jonckheere     | 1,80  |       |
| 10      | Marita Pakarinen       | 1,80  |       |
| 10      | Monica Westén          | 1,80  |       |
| 13      | Niki Gavera            | 1,75  |       |